# Víctor José Olesa

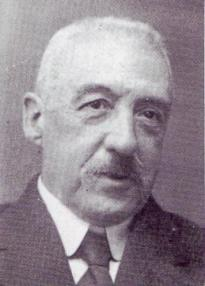
Víctor Olesa Fonollosa

Víctor José Olesa Fonollosa (Tortosa, 1848-Ibíd., 1943) fue un abogado y político carlista español, diputado provincial por Tortosa-Roquetas y presidente de la Diputación Provincial de Tarragona y de la junta provincial tradicionalista de Tarragona durante muchos años.

## Biografía
Víctor J. Olesa nació en Tortosa, hijo de Cándido Olesa Mañá, notario de profesión, y de Concepción Fonollosa Cardona.
En 1875 fue oficial del ejército de Don Carlos durante la tercera guerra carlista. Formó parte de la titulada Real Diputación del Reino de Valencia y fue uno de los firmantes de un decreto de llamamiento a las armas en Villahermosa del Río. En 1876 se casó con Francisca Homedes Cabrera, nieta del general Ramón Cabrera.
Abogado de profesión, Víctor Olesa era considerado un eminente criminalista y llegó a ser decano del Colegio de Abogados. A finales del siglo XIX destacó como dirigente tradicionalista en Tortosa y fue colaborador del diputado a Cortes y jefe provincial del partido José de Suelves y Montagut, marqués de Tamarit.
Presidió la Diputación Provincial de Tarragona dos veces, en 1900 y 1905. Formó parte de las comisiones de gobernación, hacienda, fomento y de la Casa de Beneficencia de Tortosa. En 1907 hizo campaña en contra de la coalición Solidaridad Catalana, por lo que fue acusado de cacique y traidor por algunos de sus correligionarios. Entre 1910 y 1917 fue jefe provincial jaimista de Tarragona y participó en la famosa peregrinación carlista a Lourdes de 1913. En diciembre de ese mismo año fue uno de los tres representantes designados por la Corporación Provincial para la redacción de los estatutos de la Mancomunidad de Cataluña, que se crearía al año siguiente.
Al producirse la división del carlismo entre partidarios de Juan Vázquez de Mella y del pretendiente Don Jaime en 1919, siguió a Mella y dirigió el Partido Católico Tradicionalista en la provincia de Tarragona. A pesar de haber cumplido los 80 años, durante la Segunda República fue un activo militante de la Comunión Tradicionalista en Tortosa, participando en mítines de propaganda y figurando como candidato tradicionalista en las elecciones municipales de Cataluña de 1934 en las listas de la coalición Unión Ciudadana.